# Académie des beaux-arts de Lettonie
Pour les articles homonymes, voir Académie des beaux-arts.
L'Académie des beaux-arts de Lettonie (en letton:Latvijas Mākslas akadēmija (LMA)) est un établissement public d'enseignement supérieur fondé à Riga en 1919, par Vilhelms Purvītis qui en était le premier recteur. Elle se trouve au no 13 Kalpaka bulvāris à Riga. Depuis 1990, une filiale de l'établissement fonctionne à Rēzekne à l'adresse Baznīcas iela-34A.  

## Historique

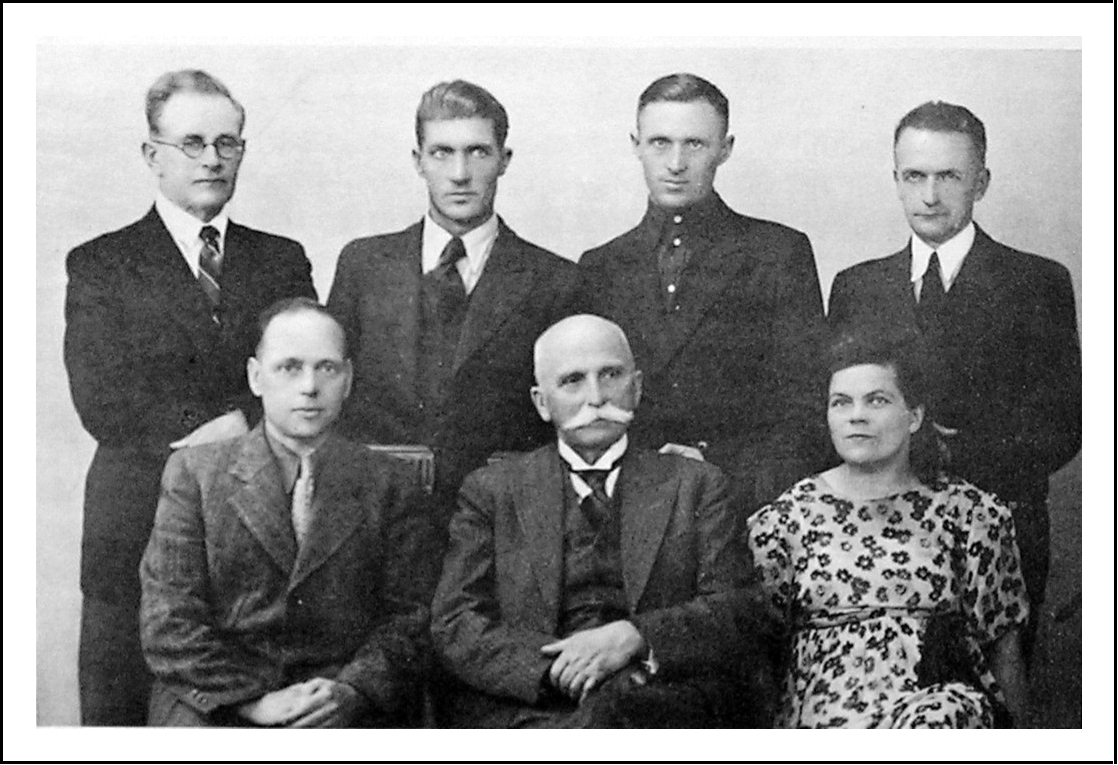
Vilhelms Purvītis (assis au centre) avec les élèves en 1942.

Sur la décision du 20 août 1919 du gouvernement provisoire de la jeune République de Lettonie, l'établissement est inauguré le 12 octobre de la même année. Sept ateliers d'art le constituent initialement. Nulla dies sine linea (« Pas de jour sans écrire une ligne ») devient sa devise. Dans son premier corps enseignant on retrouve Vilhelms Purvītis, Teodors Zaļkalns, Sigismunds Vidbergs, Aleksandrs Drēviņš, Valdemārs Tone, Konrāds Ubāns, Jānis Kuga, Jūlijs Madernieks,  et Rihards Zariņš. Pourtant au départ, certains artistes appartenant au "groupe de Riga", accueillent l'idée même d'un enseignement académique comme une tentative d'imposer un carcan aux idées de modernisme et de liberté. Cet avis partagent notamment Valdemārs Tone, Ģederts Eliass et Konrāds Ubāns qui acceptent ensuite de devenir des professeurs. Seul Romans Suta y reste farouchement opposé.
Les droits de scolarité sont fixés à 200 LVL par an dont dans le cas exceptionnel l'étudiant peut être exonéré. Les bourses sont attribuées, mais ne permettent pas de couvrir le coût du matériel.
Les enseignants se réunissent en association Sadarbs qui de 1924 à 1940 organise onze expositions en Lettonie et une en Belgique. Une grande popularité acquièrent également les expositions annuelles des œuvres d'étudiants qui sont également proposés à la vente.
En 1934, Jānis Kuga remplace Purvītis au poste de recteur.
Pendant la période entre 1921 et 1940, l'établissement accueille 860 étudiants dont seulement 219 en sortent diplômés.
En 1940, les nouveaux locaux sont attribués à l'établissement. Cet ancien bâtiment d'une école de commerce est construit dans le style néogothique d'après le projet architecte de Vilhelms Bokslafs (en). 
Dans les années 1940-1942, l'académie se nomme "Académie nationale des beaux-arts" (Valsts Mākslas akadēmija), puis en 1942, est renommée "Académie des beaux-arts de la RSS de Lettonie" (Latvijas PSR Valsts Mākslas akadēmija). 
En 1942-1944, l'atelier de peinture figurative est dirigé par Ludolfs Liberts ayant déjà fait ses preuves en tant que professeur en 1923-1932.
En 1944-1961, au poste de recteur se trouve Oto Skulme. De 1973 à 1988, l'Académie prend le nom de Teodors Zaļkalns.
Au début des années 1990, une filiale de l'académie appelée filiale de Latgale est ouverte à Rēzekne. Destinée au départ à la formation en design textile son cursus est élargi face à la demande croissante.

## Recteurs
- Vilhelms Purvītis : 1920-1934
- Jānis Kuga : 1934-1940, 1941-1944
- Oto Skulme : 1944-1961
- Leo Svemps : 1961–1974
- Edgars Iltners (1974–1975)[5],[6]
- Valdis Dišlers (1975–1987)[7],[8]
- Indulis Zariņš (lv) (1988–1997)[9],[10],[11]
- Jānis Andris Osis (1997–2007)[12]
- Aleksejs Naumovs  (2007 -2017)
- Kristaps Zariņš depuis  (2017 –)

## Enseignements
L’Académie propose plusieurs parcours pédagogiques ou cursus universitaires. Les cinq facultés se partagent 14 départements.
- Faculté des arts visuels
- Faculté de design
- Faculté des médias audio-visuels
- Faculté des arts plastiques
- Faculté de l'histoire de l'art

## Site officiel
- Site officiel
- Notices d'autorité :   - VIAF
  - ISNI
  - IdRef
  - LCCN
  - GND
  - Tchéquie
  - Portugal
  - Lettonie
  - WorldCat
- (lv + en) Site officiel